# Eupherusa cyanophrys
El colibrí oaxaqueño, colibrí miahuatleco o colibrí de capa azul (Eupherusa cyanophrys) es una especie de ave apodiforme de la familia Trochilidae —los colibríes—perteneciente al género  Eupherusa. Es endémica de México.

## Distribución y hábitat
Se encuentra únicamente en la vertiente del Pacífico del sur del estado de Oaxaca, en la sierra de Miahuatlán.
Esta especie es considerada bastante común dentro de su restringida zona y hábitat natural: los bosques montanos húmedos y los bordes y plantaciones forestales, y también utiliza el bosque semicaducifolio y el bosque de pino-encino. En altitudes entre 700 y 2600 m pero es poco común por encima de los 1800 m.

## Estado de conservación
El colibrí oaxaqueño ha sido calificado como «amenazado de extinción» por la Unión Internacional para la Conservación de la Naturaleza (IUCN) debido a que su muy pequeña zona de distribución y su población, estimada entre 600 y 1700 individuos maduros y presente en apenas dos localidades, se presumen estar en decadencia como resultado de la continua pérdida de hábitat. 

## Sistemática

### Descripción original
La especie E. cyanophrys fue descrita por primera vez por los ornitólogos estadounidenses John Stuart Rowley  y Robert Thomas Orr en 1964 bajo el mismo nombre científico; su localidad tipo es: «11 millas (17,7 km) al sur de Juchatengo, elevación 4700 pies (1430 m), Oaxaca, México»; el holotipo, un macho adulto recolectado el 9 de mayo de 1963, se encuentra depositado en el Museo Americano de Historia Natural, en Nueva York, bajo el número  AMNH 788920.

### Etimología
El nombre genérico femenino «Eupherusa» se compone de las palabras del griego «eu» que significa ‘bueno’ y «pherō» que significa ‘llevar’, ‘cargar’; y el nombre de la especie «cyanophrys» se compone de las palabras del griego «kuanos» que significa ‘azul oscuro’ y «ophrus» que significa ‘ceja’.

### Taxonomía
Ya fue tratada por algunos autores como una subespecie de Eupherusa poliocerca. Es monotípica.